# Neuweilnau
Neuweilnau ist ein Ortsteil der Gemeinde Weilrod im hessischen Hochtaunuskreis.

## Geographie
Neuweilnau liegt im östlichen Hintertaunus oberhalb des Weiltals, im Naturpark Taunus. Die Gemarkung liegt in einer Höhenlage von 320 Meter bis 500 Meter über NN. Nachbarorte sind Cratzenbach (nordwestlich), Altweilnau (östlich) und Riedelbach (südwestlich).

## Geschichte

### Ortsgeschichte
Neuweilnau kann ein genaues Entstehungsdatum vorweisen. Das hat der Ort seinem Gründer zu verdanken: Heinrich von Weilnau. Er hatte durch Erbauseinandersetzungen in der Familie der Grafen von Diez im Jahr 1302 die Zusage bekommen, eine neue Burg in der Art der alten Burg Weilnau auf dem Rödelnberg jenseits der Weil spätestens bis Sommer 1303 hingestellt zu bekommen. Bauen musste die Burg damals sein Verwandter Graf Gerhard von Diez. Im Gegenzug verzichtete Heinrich von Weilnau auf seinen Anteil an der Altweilnauer Burg. So entstanden aus der ehemaligen Herrschaft Weilnau die Orte Altweilnau und Neuweilnau. Bereits 1326 kamen Burg und Herrschaft Neuweilnau an die Grafen von Nassau. Von der alten Burganlage, deren Bergfried 1709 abgerissen wurde, ist heute wenig erhalten. Anfang des 16. Jahrhunderts sorgten die Schlossherren für den kontinuierlichen Ausbau zum Renaissance-Schlösschen. Aus seinen Zeiten als Residenzsitz des Grafen Philipp III. von Nassau stammen noch einige herausragende Fachwerkgebäude, wie etwa das Preveniushaus von 1650. Das Fachwerkhaus Nr. 24 hat fränkische Erker und Schnitzereien. Heute ist das Schloss, das über dem Dorf thront, Dienstsitz des Forstamtes Weilrod und begehrte Örtlichkeit für verträumte standesamtliche Trauungen in höfischem Ambiente.

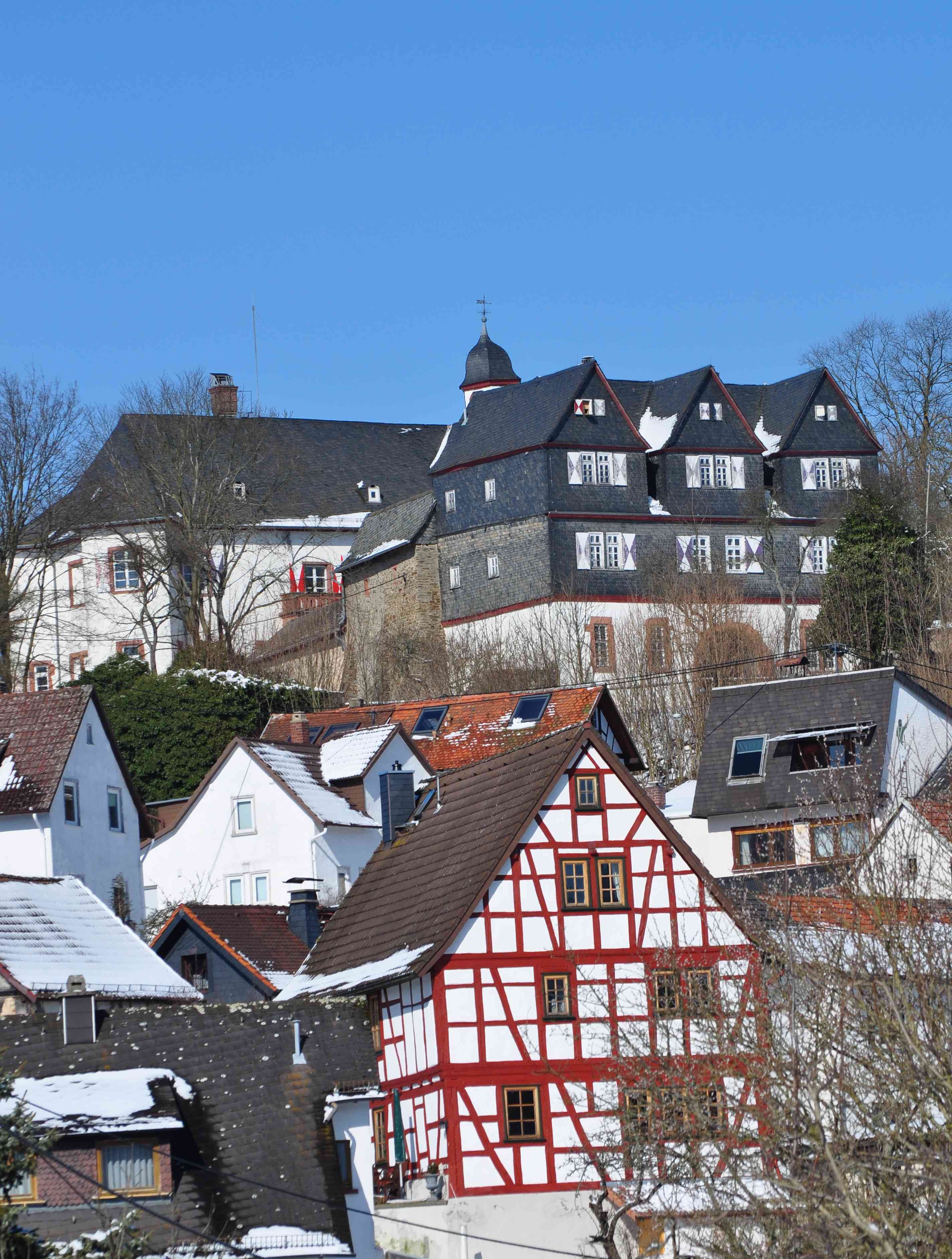
Neuweilnau, Ort und Schloss

1930 wurde im Schnepfenbachtal ein Freibad gebaut. Heute sind von dem 40 mal 14 Meter großen Becken keine Reste mehr erhalten.
Die Planungen für eine Weiltalsperre in den 1950er und 1960er Jahren hätten dazu geführt, dass der Ort direkt an diesem Stausee gelegen wäre. Die Planungen wurden 1969 eingestellt.
Hessische Gebietsreform (1970–1977)
Im Zuge der Gebietsreform in Hessen fusionierten die bis dahin selbständigen Gemeinden Altweilnau, Finsternthal, Mauloff, Neuweilnau und Riedelbach zum 1. Dezember 1970 auf freiwilliger Basis zur neuen Gemeinde Weilnau zusammen, bevor diese Gemeinde am 1. August 1972 mit mehreren bis dahin selbstständigen Gemeinden kraft Landesgesetz zur neuen Großgemeinde Weilrod zusammengeschlossen wurde. Für alle ehemals eigenständigen Gemeinden von Weilrod wurde je ein Ortsbezirk gebildet.

### Verwaltungsgeschichte im Überblick
Die folgende Liste zeigt die Staaten und Verwaltungseinheiten, denen Neuweilnau angehört(e):
- vor 1806: Heiliges Römisches Reich, Grafschaft/Fürstentum Nassau-Usingen, Amt Usingen
- ab 1806: Herzogtum Nassau,[Anm. 2] Amt Usingen
- ab 1849: Herzogtum Nassau, Kreisamt Idstein[Anm. 3]
- ab 1854: Herzogtum Nassau, Amt Usingen
- ab 1867: Königreich Preußen,[Anm. 4] Provinz Hessen-Nassau, Regierungsbezirk Wiesbaden, Obertaunuskreis[Anm. 5]
- ab 1871: Deutsches Reich, Königreich Preußen, Provinz Hessen-Nassau, Regierungsbezirk Wiesbaden, Obertaunuskreis
- ab 1918: Deutsches Reich (Weimarer Republik), Freistaat Preußen, Provinz Hessen-Nassau, Regierungsbezirk Wiesbaden, Obertaunuskreis
- ab 1886: Deutsches Reich, Königreich Preußen, Provinz Hessen-Nassau, Regierungsbezirk Wiesbaden, Kreis Usingen
- ab 1932: Deutsches Reich, Königreich Preußen, Provinz Hessen-Nassau, Regierungsbezirk Wiesbaden, Obertaunuskreis
- ab 1933: Deutsches Reich, Königreich Preußen, Provinz Hessen-Nassau, Regierungsbezirk Wiesbaden, Landkreis Usingen
- ab 1944: Deutsches Reich, Freistaat Preußen, Provinz Nassau, Landkreis Usingen
- ab 1945: Amerikanische Besatzungszone, Groß-Hessen, Regierungsbezirk Wiesbaden, Landkreis Usingen
- ab 1946: Amerikanische Besatzungszone, Hessen, Regierungsbezirk Wiesbaden, Landkreis Usingen
- ab 1949: Bundesrepublik Deutschland, Hessen, Regierungsbezirk Wiesbaden, Landkreis Usingen
- ab 1968: Bundesrepublik Deutschland, Hessen, Regierungsbezirk Darmstadt, Landkreis Usingen
- ab 1971: Bundesrepublik Deutschland, Land Hessen, Regierungsbezirk Darmstadt, Landkreis Usingen, Gemeinde Weilnau[Anm. 6]
- ab 1972: Bundesrepublik Deutschland, Hessen, Regierungsbezirk Darmstadt, Hochtaunuskreis, Gemeinde Weilrod[Anm. 7]

## Bevölkerung

### Einwohnerstruktur 2011
Nach den Erhebungen des Zensus 2011 lebten am Stichtag dem 9. Mai 2011 in Neuweilnau 156 Einwohner. Darunter waren 12 (7,7 %) Ausländer.
Nach dem Lebensalter waren 24 Einwohner unter 18 Jahren, 63 zwischen 18 und 49, 30 zwischen 50 und 64 und 39 Einwohner waren älter. Die Einwohner lebten in 75 Haushalten. Davon waren 24 Singlehaushalte, 27 Paare ohne Kinder und 15 Paare mit Kindern, sowie 6 Alleinerziehende und 3 Wohngemeinschaften. In 21 Haushalten lebten ausschließlich Senioren und in 45 Haushaltungen lebten keine Senioren.

### Einwohnerentwicklung
| Neuweilnau: Einwohnerzahlen von 1834 bis 2020 | Neuweilnau: Einwohnerzahlen von 1834 bis 2020 | Neuweilnau: Einwohnerzahlen von 1834 bis 2020 | Neuweilnau: Einwohnerzahlen von 1834 bis 2020 | Neuweilnau: Einwohnerzahlen von 1834 bis 2020 |
| --- | --------------------------------------------- | --------------------------------------------- | --------------------------------------------- | --------------------------------------------- |
| Jahr |                                               |                                               |                                               | Einwohner                                     |
| 1834 | 1834                                          |                                               | 181                                           | 181                                           |
| 1840 | 1840                                          |                                               | 185                                           | 185                                           |
| 1846 | 1846                                          |                                               | 193                                           | 193                                           |
| 1852 | 1852                                          |                                               | 184                                           | 184                                           |
| 1858 | 1858                                          |                                               | 178                                           | 178                                           |
| 1864 | 1864                                          |                                               | 163                                           | 163                                           |
| 1871 | 1871                                          |                                               | 156                                           | 156                                           |
| 1875 | 1875                                          |                                               | 158                                           | 158                                           |
| 1885 | 1885                                          |                                               | 141                                           | 141                                           |
| 1895 | 1895                                          |                                               | 138                                           | 138                                           |
| 1905 | 1905                                          |                                               | 142                                           | 142                                           |
| 1910 | 1910                                          |                                               | 140                                           | 140                                           |
| 1925 | 1925                                          |                                               | 157                                           | 157                                           |
| 1939 | 1939                                          |                                               | 231                                           | 231                                           |
| 1946 | 1946                                          |                                               | 312                                           | 312                                           |
| 1950 | 1950                                          |                                               | 292                                           | 292                                           |
| 1956 | 1956                                          |                                               | 247                                           | 247                                           |
| 1961 | 1961                                          |                                               | 232                                           | 232                                           |
| 1967 | 1967                                          |                                               | 242                                           | 242                                           |
| 1970 | 1970                                          |                                               | 230                                           | 230                                           |
| 1980 | 1980                                          |                                               | ?                                             | ?                                             |
| 1990 | 1990                                          |                                               | ?                                             | ?                                             |
| 1999 | 1999                                          |                                               | 171                                           | 171                                           |
| 2007 | 2007                                          |                                               | 164                                           | 164                                           |
| 2011 | 2011                                          |                                               | 156                                           | 156                                           |
| 2015 | 2015                                          |                                               | 157                                           | 157                                           |
| 2020 | 2020                                          |                                               | 165                                           | 165                                           |
| Datenquelle: Historisches Gemeindeverzeichnis für Hessen: Die Bevölkerung der Gemeinden 1834 bis 1967. Wiesbaden: Hessisches Statistisches Landesamt, 1968. Weitere Quellen: LAGIS; Gemeinde Weilrod; Zensus 2011 |                                               |                                               |                                               |                                               |

### Historische Religionszugehörigkeit
| • 1885: | 139 evangelische (= 98,58 %), zwei katholische (= 1,42 %) Einwohner |
| • 1961: | 175 evangelische (= 75,43 %), 28 katholische (= 12,07 %) Einwohner  |

## Wappen
Das Wappen basiert auf einem Siegel aus dem Jahr 1774. Der rote Leopard (hersehender, schreitender Löwe) ist aus dem Wappen der Grafen von Weilnau. Die Rose und die Mauer sind aus einem älteren Siegel der Stadt von 1507, das eine Stadtmauer mit Tor und Türmen unter zwei Rosen und das Wappen der Grafen von Nassau zeigte. Die Mauer weist darauf hin, dass Neuweilnau seit dem späten 13. Jahrhundert Stadtrechte besaß, es entwickelte sich aber nie zu einer richtigen Stadt. Die Rose ist entweder ein lokales Symbol oder von der Familie Rose von Weilnau, die die Regenten der Stadt stellten. Das Wappen von Nassau verweist darauf, dass die Stadt 1326 in den Besitztum von Nassau gelangte.

## Politik
Ortsbeirat
Für Neuweilnau besteht ein Ortsbezirk (Gebiete der ehemaligen Gemeinde Neuweilnau) mit Ortsbeirat und Ortsvorsteher nach der Hessischen Gemeindeordnung.
Der Ortsbeirat besteht aus drei Mitgliedern. Bei den Kommunalwahlen in Hessen 2021 betrug die Wahlbeteiligung zum Ortsbeirat 69,18 %. Alle Mitglieder gehören der „Freien Wählergemeinschaft“ (FWG) an. Der Ortsbeirat wählte Volker Seel zum Ortsvorsteher.

## Sehenswürdigkeiten
Siehe Kulturdenkmäler in Neuweilnau

### Pfarrkirche
Die evangelische Pfarrkirche als kleiner barocker Saalbau mit einer schlichten Ausstattung stammt aus dem 18. Jahrhundert.

### Schloss Neuweilnau
Von der 1302 erbauten Burg sind nur noch Teile der Ringmauer und ein runder Turmstumpf erhalten. Das heutige Schloss Neuweilnau wurde 1506–1513 durch Ludwig I. von Nassau-Weilburg erbaut, 1564–1566 durch Graf Albrecht von Nassau-Weilburg erweitert. Der schlichte typisch Nassauer Renaissancebau hat ein malerisches Torgebäude von 1565/66 mit Zwerchhäusern und Fachwerkgalerie an der Hofseite. Bestens erhalten ist das Kellergewölbe im Schloss.

### Park Dreieich
Erreicht man Neuweilnau vom oberen Weiltal her, so fällt am Ortseingang links ein mittelalterlich anmutender Turm ins Auge. Dieser Turm ist Teil des in Privatbesitz befindlichen Parks Dreieich. Auch wenn das Aussehen anderes vermuten lässt, ist der Turm erst Ende des 19. Jahrhunderts erbaut worden. Der damalige Eigentümer, der Frankfurter Industrielle Paul Fevre (später Paul Faber) ließ den Turm im romantisierenden Stil der damaligen Zeit als Ruine errichten. Unterhalb des Turms wurde ein 80 Meter langer Tunnel angelegt, der sich in der Mitte zu einer kleinen Grotte mit Sitzgelegenheiten erweitert. Eine „Kapelle“, die nie als Gotteshaus, sondern immer nur als Aussichtspunkt gedacht war, und das eigentliche Herrenhaus ergänzen den 15.000 Quadratmeter großen Park, der der Öffentlichkeit nicht offensteht

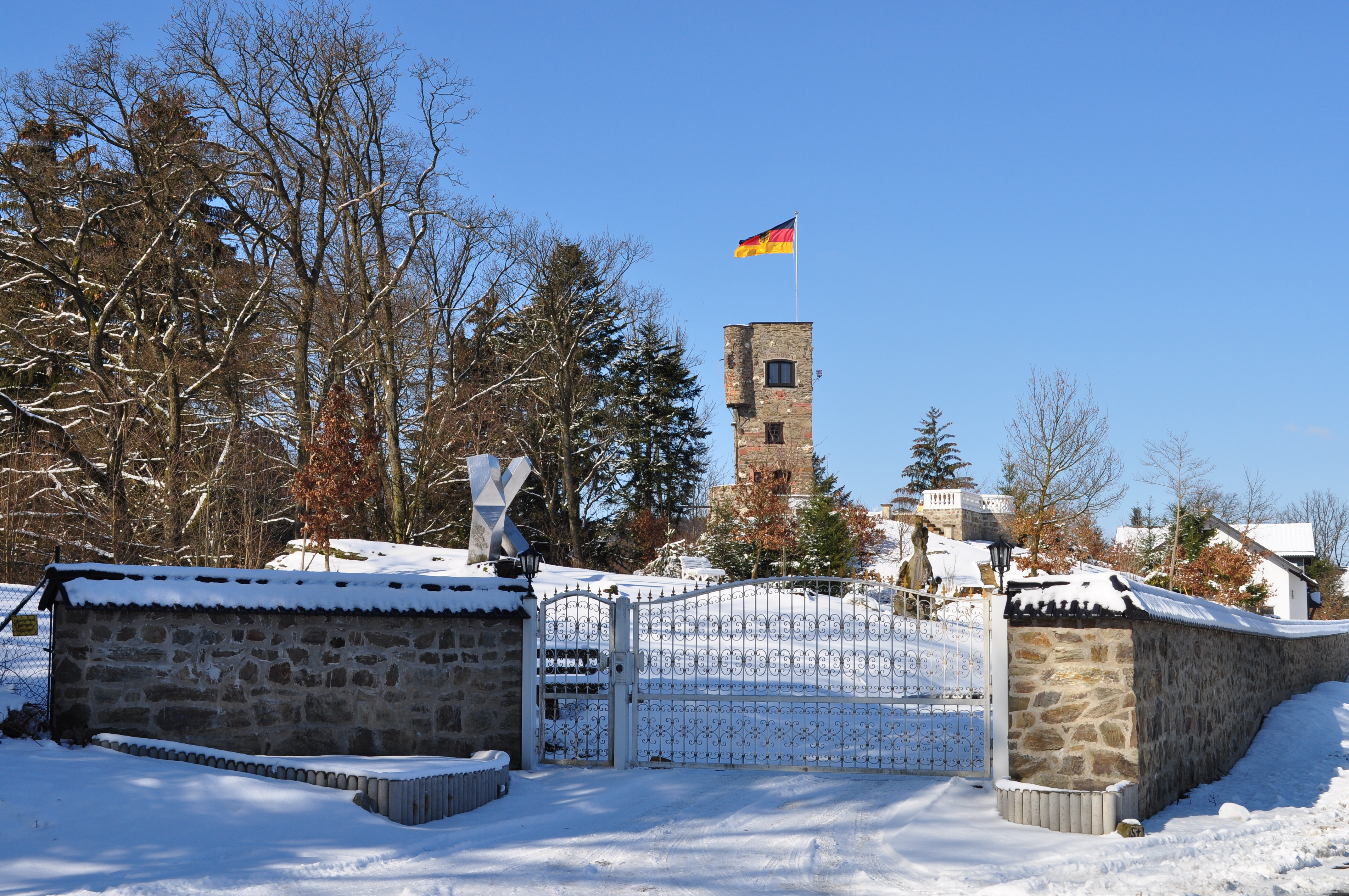
Park Dreieich, Eingang
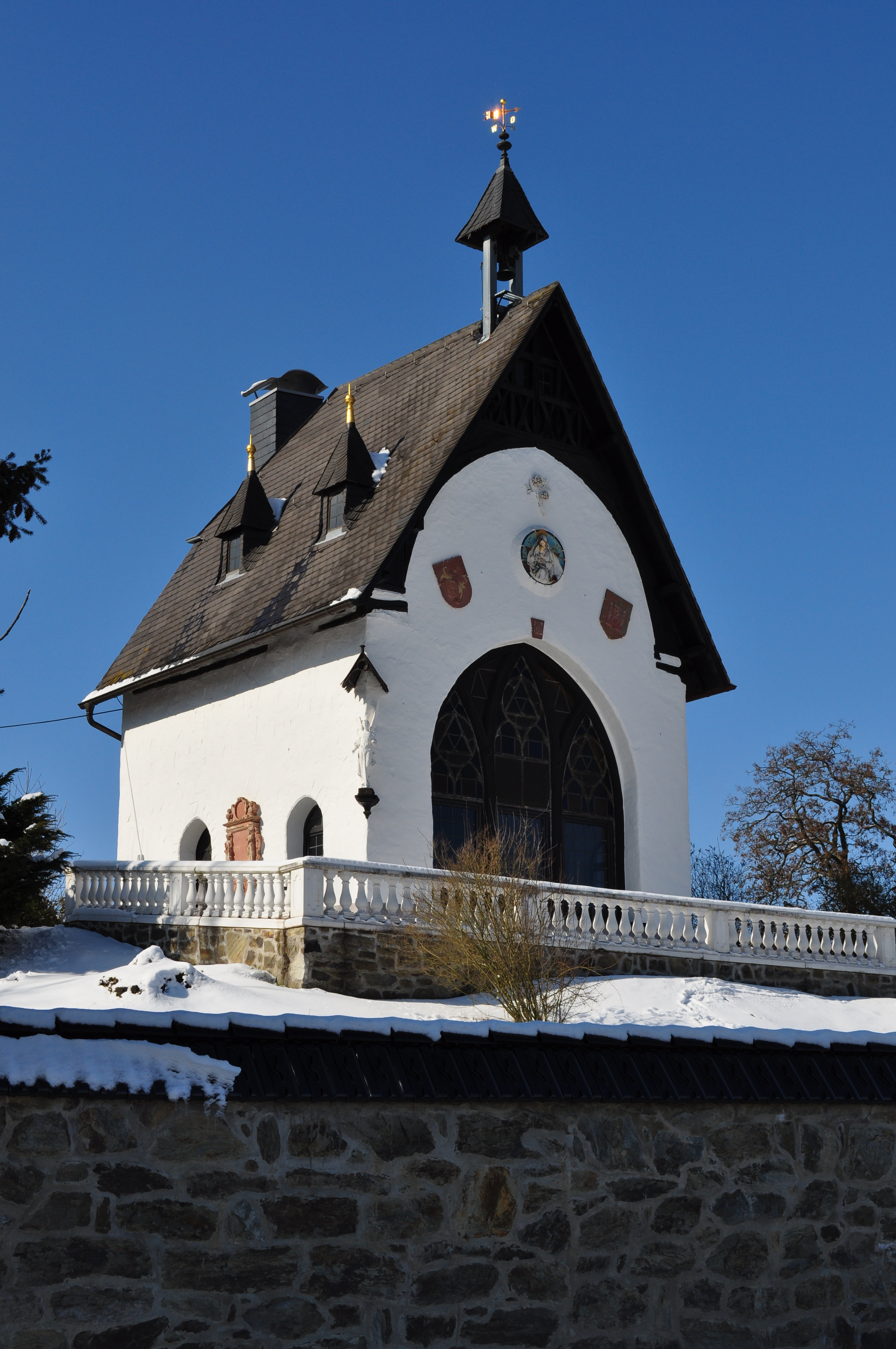
Park Dreieich, Kapelle
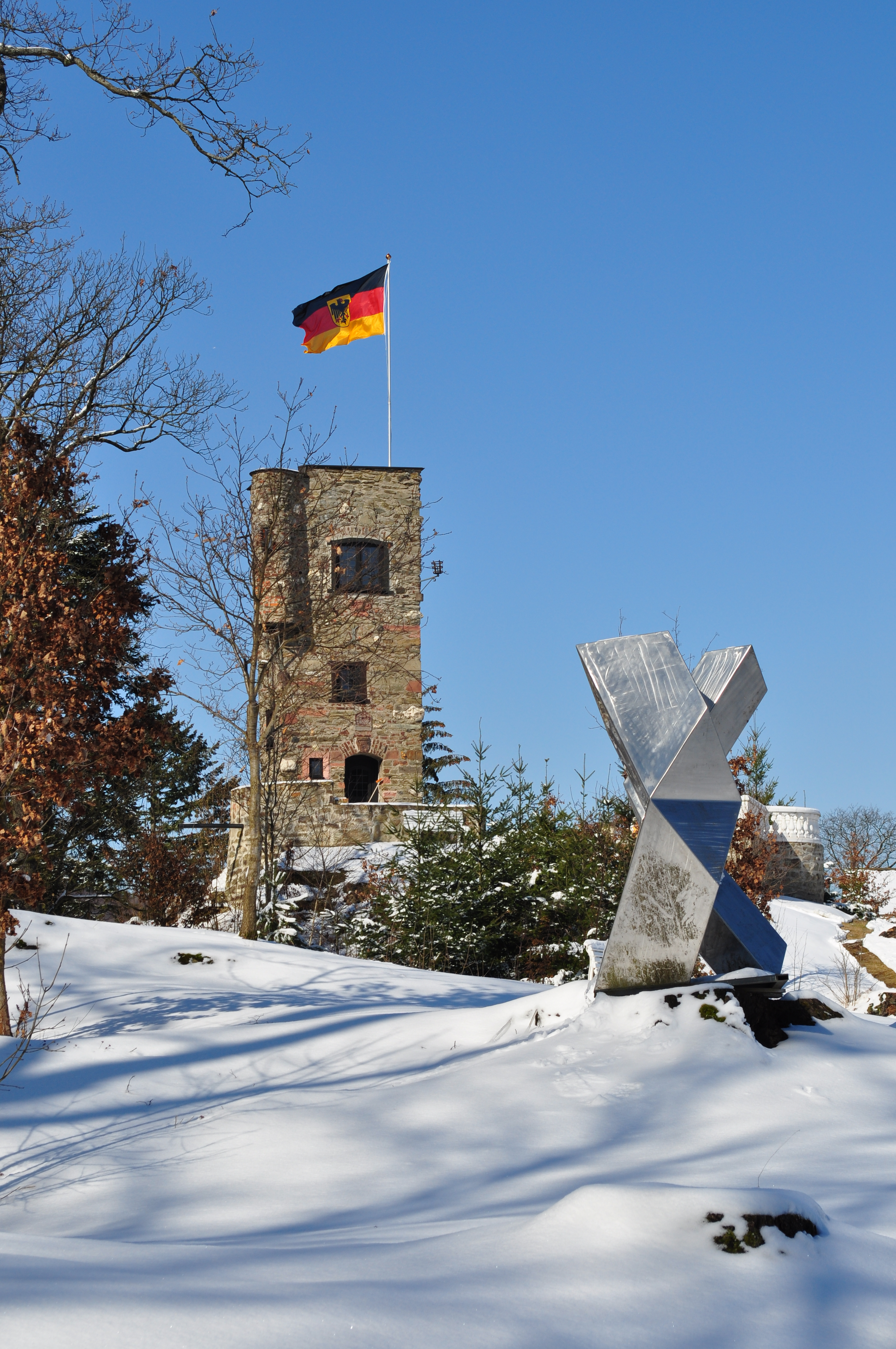
Park Dreieich, Turm
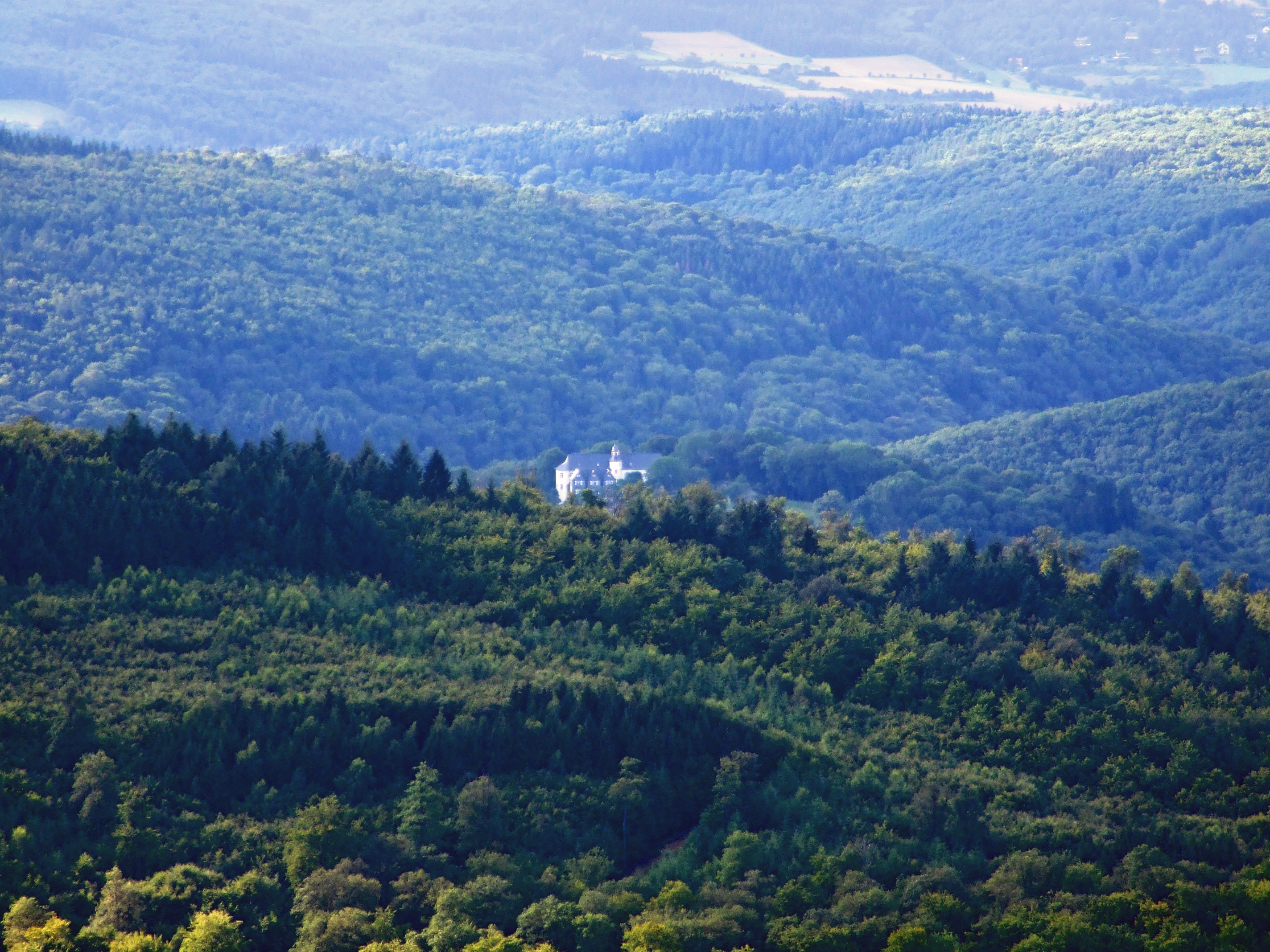
Schloss Neuweilnau vom Aussichtsturm auf dem Pferdskopf